# TV Donna
TV Donna è stato un programma televisivo italiano trasmesso da Telemontecarlo dal 3 ottobre 1988 all'11 marzo 1993, in onda dal lunedì al venerdì, a orari sempre variabili a seconda delle stagioni ma compresi tra le dieci del mattino e le otto della sera. Inizialmente affidata alla giornalista di TMC News Silvia Mauro, la conduzione è passata in mano nel gennaio 1989 a Carla Urban, mentre l'attrice Silvia Cohen ha presentato la versione mattutina del programma nella stagione 1989-1990.

## La trasmissione

### La formula
Il programma era impostato come un lungo contenitore del day-time che collegava tra loro le differenti trasmissioni del palinsesto quotidiano di Telemontecarlo, esempio seguito anche da Rete 4 con l'omologa trasmissione Buon pomeriggio in onda nello stesso periodo. Nato da una costola del TMC News e inizialmente condotto proprio da una giornalista della testata, Silvia Mauro, la redazione del programma era composta interamente da donne.
La trasmissione era così composta da numerose rubriche autonome che spaziavano tra numerosi argomenti legati principalmente alla sfera femminile, pubblico di riferimento delle ore diurne del palinsesto televisivo, dall'arredamento alla psicologia, passando per il bon-ton, l'astrologia, il cinema, la ginnastica. A trattare l'argomento insieme alle conduttrici in studio erano dei veri e propri esperti in materia.
Opinionisti della trasmissione erano Paolo Guzzanti e Marco Mascardi, mentre facevano parte del cast fisso anche Arianna Ciampoli, Mila Cantagallo, Giulia La Penna e Fabrizio "Fritz" D'Ottavi, che conduceva i quiz telefonici "Dite la data" e "Senti chi parla". Nel corso delle stagioni era stato attivato anche il servizio "Telefono donna", una équipe di esperti avvocati, assistenti sociali e psicologi che supportava le telespettatrici rispondendo alle loro domande anche negli orari nei quali la trasmissione non era in onda.
All'interno del contenitore andavano in onda altre trasmissioni della rete, come A pranzo con Wilma e Sale, pepe e... fantasia di Wilma De Angelis, insieme a rubriche autonome e cartoni animati.

### Gli esperti
Tra gli esperti che si sono susseguiti nelle diverse edizioni della trasmissione: Giovanni Grazzini, Irene Bignardi e Paola Palombaro (cinema), Curzio Maltese (televisione), Cristina Rocca e Rosanna Lambertucci (salute e benessere), Lucia Celesti (pediatria), Loredana Del Lama (bon ton), Antonia Bonomi (astrologia), Gioacchino Mennuni e Paolo Verniani (analisi comportamentali), Giovanna Giuffredi (orientamento al lavoro), Aurora Fonda (storia dell'arte), Lucio Marcellino (consigli ginecologici), Alberto Bevilacqua (libri), Danilo Mainardi (animali), Pietro Antonio Migliaccio (diete), Carla Zavattaro (consigli per l'infanzia).

### Collocazione in palinsesto
Inizialmente collocato in palinsesto solo nelle ore del tardo pomeriggio, dalle 17.30 per la durata di un'ora, dal gennaio 1989 ottenne un quarto d'ora in più e venne spostata di mezz'ora, alle 18.
A partire dalla stagione 1989/1990, invece, la trasmissione andava in onda anche nelle ore mattutine, a partire dalle 11.30, con la conduzione dell'attrice Silvia Cohen, mentre il segmento serale era sempre affidato a Carla Urban; dalla stagione successiva il programma era trasmesso dalle 13.30 fino alle 18.40, intervallato da alcune produzioni autonome, sempre con la conduzione della Urban.
Nella sua ultima stagione, la trasmissione è tornata alla sua collocazione originaria, andando in onda dalle 17.15 fino alle 19.30.

### Successo e accoglienza
La trasmissione ebbe subito un buon successo di pubblico, calcolato in una media di 700.000 telespettatori attraverso un'indagine telefonica (in quel periodo, Telemontecarlo ancora non era rilevata dall'Auditel). Venne promossa per una prima serata speciale nel 1989, nel giorno della festa della donna, l'8 marzo.
La trasmissione ottenne buoni riscontri anche da parte della critica televisiva, che definiva come un pregio l'"intelligente sobrietà" in relazione ai pochi mezzi a disposizione per realizzare la trasmissione, "povera e modesta, ma onesta".
Un ottimo riscontro fu ottenuto anche dal "telefono rosa", il centralino a disposizione delle donne attivo 24 ore su 24.

### La chiusura
Nel dicembre 1992, il direttore di Telemontecarlo Emmanuele Milano decise di sospendere della trasmissione dopo la puntata del 23 dello stesso mese, stabilendo che il programma sarebbe tornato in onda alla fine del mese di gennaio dopo alcune modifiche. La decisione, giunta in un periodo di forte difficoltà economica dell'emittente, allarmò la redazione giornalistica che si occupava anche della realizzazione del contenitore, suscitando le perplessità del direttore di TMC News, Roberto Quintini. I giornalisti reagirono quindi facendo leggere un comunicato alla conduttrice Carla Urban durante la puntata del 16 dicembre, nel quale dichiaravano la volontà di non apparire in video o in voce nei giorni seguenti in segno di protesta nei confronti della direzione, che sfociò in uno sciopero di due giorni dei giornalisti, svoltosi il 12 e 13 gennaio 1993.
Tornata in onda a fine gennaio 1993, la trasmissione proseguì fino all'ultima di 851 puntate, trasmessa l'11 marzo 1993 a causa di uno sfoltimento della redazione giornalistica che curava anche il rotocalco. Fu sostituita da un nuovo contenitore condotto da Luciano Rispoli, Tappeto volante.